# France aux Jeux paralympiques d'été de 2016
La France participe aux Jeux paralympiques d'été de 2016 à Rio de Janeiro. Elle est représentée par 126 athlètes, qui prennent part à dix-sept catégories sportives : athlétisme, aviron, basket-ball, canoë, cyclisme, équitation, escrime, haltérophilie, judo, natation, rugby, tennis, tennis de table, tir, tir à l'arc, triathlon et voile.

## Bilan général

### Par sport

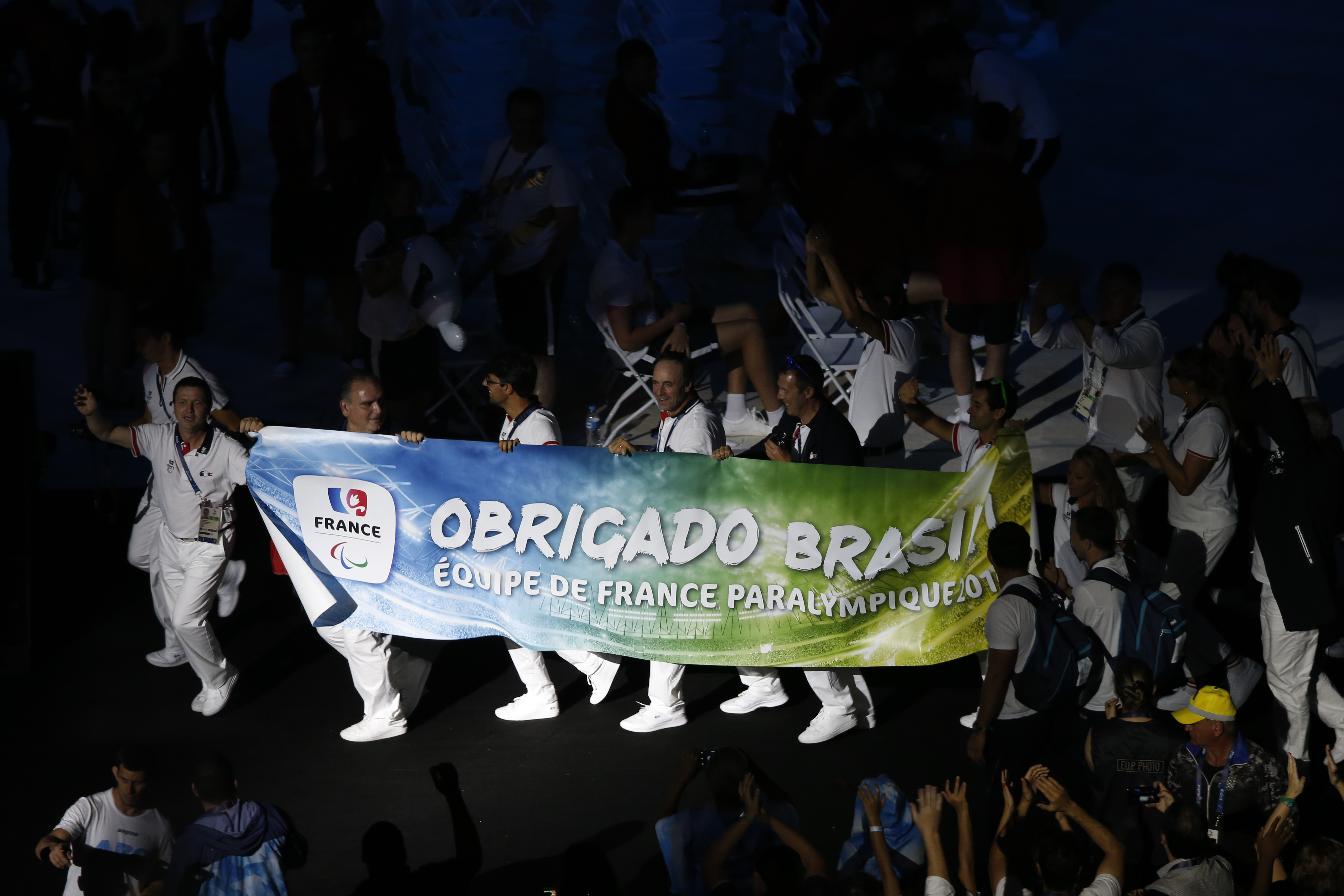
Délégation française lors de la cérémonie de clôture.

| Place | Sport                      |   |   |    | Total |
| 1     | Athlétisme                 | 3 | 2 | 4  | 9     |
| 2     | Tennis de table            | 2 | 1 | 2  | 5     |
| 3     | Escrime                    | 1 | 0 | 2  | 3     |
| 4     | Judo                       | 1 | 0 | 0  | 1     |
| 4     | Tennis en fauteuil roulant | 1 | 0 | 0  | 1     |
| 4     | Voile                      | 1 | 0 | 0  | 1     |
| 7     | Natation                   | 0 | 1 | 2  | 3     |
| 8     | Haltérophilie              | 0 | 1 | 0  | 1     |
| 9     | Aviron                     | 0 | 0 | 1  | 1     |
| 9     | Canoë-kayak                | 0 | 0 | 1  | 1     |
| 9     | Cyclisme                   | 0 | 0 | 1  | 1     |
| 9     | Triathlon                  | 0 | 0 | 1  | 1     |
| Total | Total                      | 9 | 5 | 14 | 28    |

### Par jour

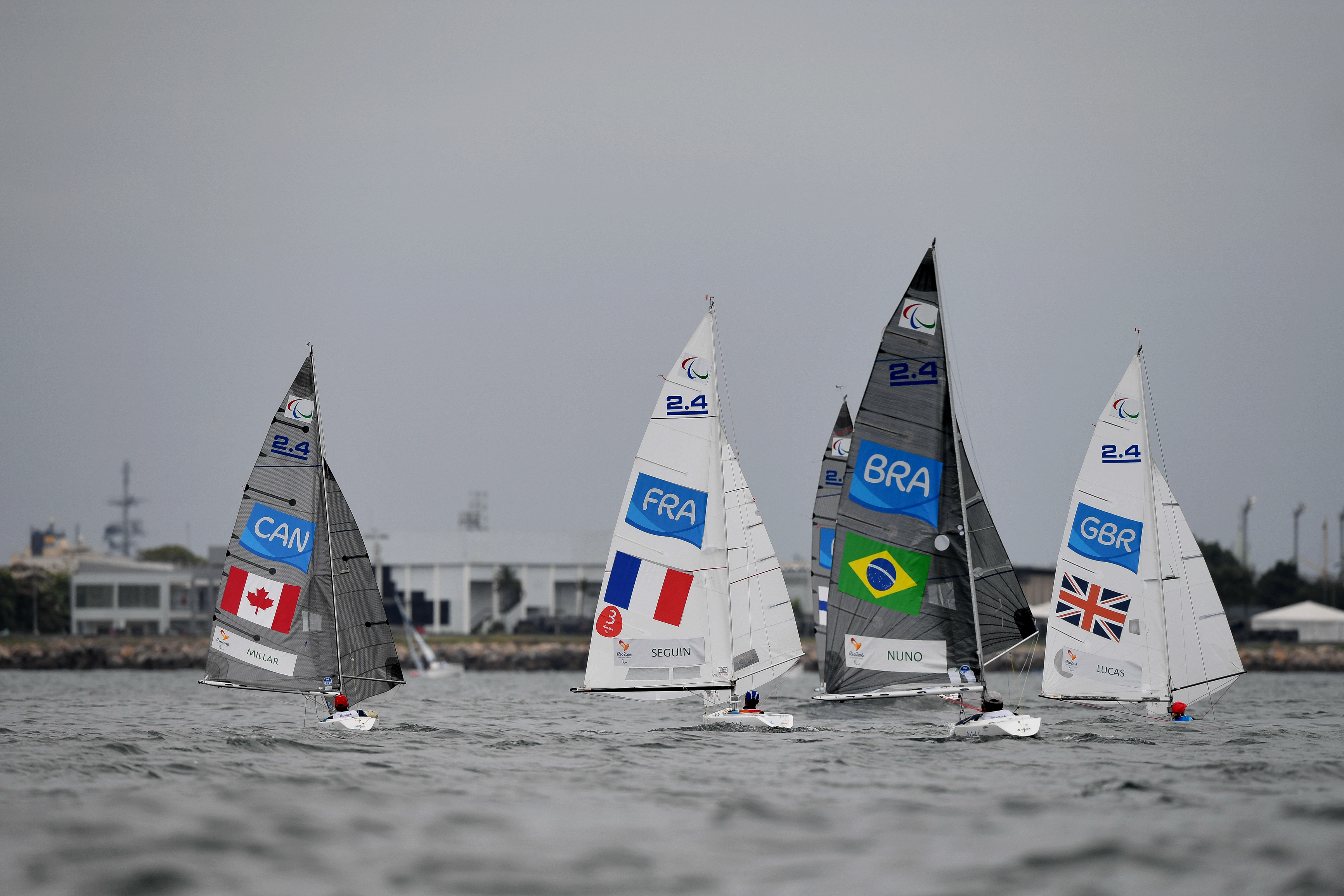
Damien Seguin durant la compétition de voile dans laquelle il a remporté la médaille d'or.

| Jour         |   |   |    | Total |
| 8 septembre  | 1 | 0 | 0  | 1     |
| 9 septembre  | 1 | 1 | 0  | 2     |
| 10 septembre | 0 | 0 | 1  | 1     |
| 11 septembre | 0 | 0 | 4  | 4     |
| 12 septembre | 1 | 2 | 0  | 3     |
| 13 septembre | 1 | 0 | 2  | 3     |
| 14 septembre | 0 | 0 | 2  | 2     |
| 15 septembre | 2 | 1 | 4  | 7     |
| 16 septembre | 0 | 0 | 1  | 1     |
| 17 septembre | 3 | 1 | 0  | 4     |
| 18 septembre | 0 | 0 | 0  | 0     |
| Total        | 9 | 5 | 14 | 28    |

### Par sexe

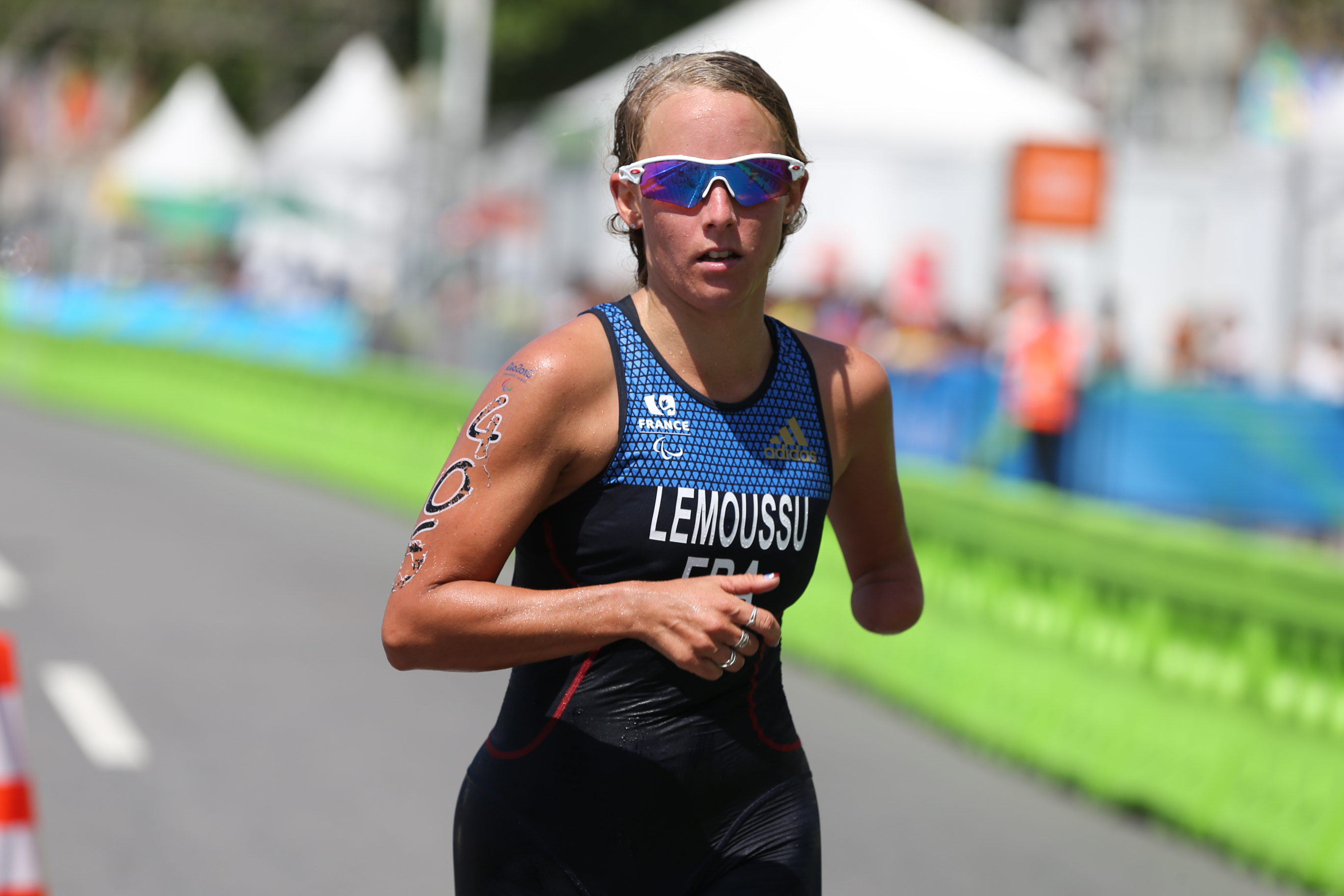
Gwladys Lemoussu lors de l'épreuve de paratriathlon lors de laquelle elle a remporté la médaille de bronze.

| Sexe   |   |   |    | Total |
| Femmes | 4 | 3 | 5  | 12    |
| Hommes | 5 | 2 | 8  | 15    |
| Mixtes | 0 | 0 | 1  | 1     |
| Total  | 9 | 5 | 14 | 28    |

### Multi médaillés
| Nom                 |   |   |    | Total |
| Marie-Amélie Le Fur | 2 | 0 | 1  | 3     |
| Fabien Lamirault    | 2 | 0 | 0  | 2     |
| Pierre Fairbank     | 0 | 1 | 1  | 2     |
| Élodie Lorandi      | 0 | 0 | 2  | 2     |
| Maxime Valet        | 0 | 0 | 2  | 2     |
| Total               | 9 | 5 | 14 | 28    |

## Médaillés

### Médailles d’or
| Sport                      | Discipline              | Sportifs                                                   | Performance                        | Date         |
| Médailles d’or : 9         |                         |                                                            |                                    |              |
| Athlétisme                 | Saut en longueur T43/44 | Marie-Amélie Le Fur                                        | 5,83 m (RM)                        | 9 septembre  |
| Athlétisme                 | 400 mètres T43/44       | Marie-Amélie Le Fur                                        | 59 s 27 (RM)                       | 12 septembre |
| Athlétisme                 | 400 mètres T13          | Nantenin Keïta                                             | 55 s 78                            | 17 septembre |
| Escrime                    | Épée par équipes        | Robert Citerne, Yannick Ifébé et Romain Noble              | 41 - 41 contre Chine               | 15 septembre |
| Judo                       | Moins de 52 kg femmes   | Sandrine Martinet-Aurières                                 | 12s3 - 0s2 contre Brussig          | 8 septembre  |
| Tennis en fauteuil roulant | Double hommes           | Stéphane Houdet et Nicolas Peifer                          | 6-2, 4-6, 6-1 contre Hewett / Reid | 15 septembre |
| Tennis de table            | Hommes Classe 2         | Fabien Lamirault                                           | 3 - 1 contre Czuper                | 13 septembre |
| Tennis de table            | Par équipes Classe 1-2  | Jean-François Ducay, Fabien Lamirault et Stéphane Molliens | 2 - 1 contre Corée du Sud          | 17 septembre |
| Voile                      | 2.4mR                   | Damien Seguin                                              | 30 points                          | 17 septembre |

### Médailles d’argent
| Sport                  | Discipline         | Sportifs            | Performance               | Date         |
| Médailles d’argent : 5 |                    |                     |                           |              |
| Athlétisme             | 100 mètres T37     | Mandy François-Elie | 13 s 45                   | 9 septembre  |
| Athlétisme             | 800 mètres T52/53  | Pierre Fairbank     | 1 min 40 s 97             | 15 septembre |
| Dynamophilie           | Femme - 73 kg      | Souhad Ghazouani    | 140 kg                    | 12 septembre |
| Natation               | 50 m nage libre S4 | David Smétanine     | 40 s 58                   | 17 septembre |
| Tennis de table        | Femmes Classe 8    | Thu Kamkasomphou    | 0 - 3 contre Mao Jingdian | 12 septembre |

### Médailles de bronze
| Sport                    | Discipline                     | Sportifs                                          | Performance              | Date         |
| Médailles de bronze : 14 |                                |                                                   |                          |              |
| Athlétisme               | 1 500 mètres T38               | Louis Radius                                      | 4 min 17 s 19            | 10 septembre |
| Athlétisme               | 400 mètres T53                 | Pierre Fairbank                                   | 49 s 00                  | 11 septembre |
| Athlétisme               | Saut en longueur T47           | Arnaud Assoumani                                  | 7,11 m                   | 14 septembre |
| Athlétisme               | 200 mètres T43/44              | Marie-Amélie Le Fur                               | 27 s 11                  | 15 septembre |
| Aviron                   | Deux de couple mixte TA        | Perle Bouge et Stéphane Tardieu                   | 4 min 01 s 48            | 11 septembre |
| Canoë-kayak              | Femmes KL3                     | Cindy Moreau                                      | 52 s 103                 | 15 septembre |
| Cyclisme                 | Hommes - Sur route H4          | Joël Jeannot                                      | 1 h 28 min 54 s          | 15 septembre |
| Escrime                  | Fleuret individuel Catégorie B | Maxime Valet                                      | 15 - 4 contre Cima       | 14 septembre |
| Escrime                  | Fleuret par équipes            | Ludovic Lemoine, Damien Tokatlian et Maxime Valet | 45 - 43 contre Hong-Kong | 16 septembre |
| Natation                 | 100 m nage libre S10           | Élodie Lorandi                                    | 1 min 01 s 13            | 13 septembre |
| Natation                 | 400 m nage libre S10           | Élodie Lorandi                                    | 4 min 35 s 49            | 15 septembre |
| Tennis de table          | Hommes Classe 3                | Florian Merrien                                   | 3 - 2 contre Brüchle     | 11 septembre |
| Tennis de table          | Hommes Classe 4                | Maxime Thomas                                     | 3 - 0 contre Turan       | 13 septembre |
| Triathlon                | Femmes PT4                     | Gwladys Lemoussu                                  | 1 h 14 min s 31          | 11 septembre |

## Athlétisme

### Hommes

#### Courses
| Athlète                                    | Catégorie | Épreuve          | Séries          | Séries       | Demi-finales | Demi-finales | Finale          | Finale                                 |
| Athlète                                    | Catégorie | Épreuve          | Temps           | Rang         | Temps        | Rang         | Temps           | Rang                                   |
| ------------------------------------------ | --------- | ---------------- | --------------- | ------------ | ------------ | ------------ | --------------- | -------------------------------------- |
| Timothée Adolphe Guide : Jeffrey John      | T11       | 100 m            | 11 s 11         | 1er          | 11 s 28      | 2e           | Éliminé         | Éliminé                                |
| Nicolas Brignone                           | T53       | 100 m            | 15 s 97         | 6e           | -            | -            | Éliminé         | Éliminé                                |
| Pierre Fairbank                            | T53       | 100 m            | 14 s 92         | 2e           | -            | -            | 14 s 96         | 5e                                     |
| Sébastien Mobré                            | T34       | 100 m            | 16 s 70         | 4e           | -            | -            | 16 s 47         | 7e                                     |
| Alex Adelaïde                              | T54       | 400 m            | 49 s 91         | 6e           | -            | -            | Éliminé         | Éliminé                                |
| Timothée Adolphe Guide : Fadil Bellaabouss | T11       | 400 m            | Disqualifié     | Disqualifié  | Disqualifié  | Disqualifié  | Disqualifié     | Disqualifié                            |
| Valentin Bertrand                          | T37       | 400 m            | 55 s 85         | 7e           | -            | -            | 55 s 72         | 8e                                     |
| Nicolas Brignone                           | T53       | 400 m            | 53 s 02         | 5e           | -            | -            | Éliminé         | Éliminé                                |
| Pierre Fairbank                            | T53       | 400 m            | 49 s 06         | 1er          | -            | -            | 49 s 00         | Médaille de bronze, Jeux paralympiques |
| Rodrigue Massiangua                        | T20       | 400 m            | 49 s 20         | 2e           | -            | -            | 49 s 71         | 6e                                     |
| Julien Casoli                              | T54       | 800 m            | 1 min 37 s 94   | 9e           | -            | -            | Éliminé         | Éliminé                                |
| Pierre Fairbank                            | T52/53    | 800 m            | 1 min 43 s 54   | 6e           | -            | -            | 1 min 40 s 09   | Médaille d'argent, Jeux paralympiques  |
| Sébastien Mobre                            | T33/34    | 800 m            | 1 min s 49 s 97 | 10e          | -            | -            | Éliminé         | Éliminé                                |
| Julien Casoli                              | T53/54    | 1 500 m          | 3 min 08 s 78   | 6e           | -            | -            | Éliminé         | Éliminé                                |
| Louis Radius                               | T38       | 1 500 m          | -               | -            | -            | -            | 4 min 17 s 19   | Médaille de bronze, Jeux paralympiques |
| Julien Casoli                              | T53/54    | 5 000 m          | 10 min 39 s 38  | 5e           | -            | -            | Éliminé         | Éliminé                                |
| Julien Casoli                              | T52/53/54 | Marathon         | -               | -            | -            | -            | DNF             | DNF                                    |
| Pierre Fairbank                            | T52/53/54 | Marathon         | -               | -            | -            | -            | 1 h 30 min 30 s | 9e                                     |
| Alex Adelaïde                              | T53/54    | Relais 4 x 400 m | Disqualifiés    | Disqualifiés | Disqualifiés | Disqualifiés | Disqualifiés    | Disqualifiés                           |
| Nicolas Brignone                           | T53/54    | Relais 4 x 400 m | Disqualifiés    | Disqualifiés | Disqualifiés | Disqualifiés | Disqualifiés    | Disqualifiés                           |
| Julien Casoli                              | T53/54    | Relais 4 x 400 m | Disqualifiés    | Disqualifiés | Disqualifiés | Disqualifiés | Disqualifiés    | Disqualifiés                           |
| Pierre Fairbank                            | T53/54    | Relais 4 x 400 m | Disqualifiés    | Disqualifiés | Disqualifiés | Disqualifiés | Disqualifiés    | Disqualifiés                           |

#### Concours
| Athlète              | Catégorie | Épreuve          | Qualifications | Qualifications | Finale      | Finale                                 |
| Athlète              | Catégorie | Épreuve          | Performance    | Rang           | Performance | Rang                                   |
| -------------------- | --------- | ---------------- | -------------- | -------------- | ----------- | -------------------------------------- |
| Jean-Baptiste Alaize | T43/44    | Saut en longueur | -              | -              | 6,81 m      | 5e                                     |
| Arnaud Assoumani     | T37       | Saut en longueur | -              | -              | 7,11 m      | Médaille de bronze, Jeux paralympiques |
| Valentin Bertrand    | T37       | Saut en longueur | -              | -              | 5,68 m      | 8e                                     |
| Moussa Tambadou      | T38       | Saut en longueur | -              | -              | 5,55 m      | 6e                                     |
| Damien Rumeau        | F20       | Poids            | NC             | NC             | 13,46 m     | 7e                                     |
| Badr Touzi           | F42       | Poids            | -              | -              | 13,25 m     | 8e                                     |

### Femmes

#### Courses
| Athlète                          | Catégorie | Épreuve | Séries        | Séries | Demi-finales | Demi-finales | Finale        | Finale                                 |
| Athlète                          | Catégorie | Épreuve | Temps         | Rang   | Temps        | Rang         | Temps         | Rang                                   |
| -------------------------------- | --------- | ------- | ------------- | ------ | ------------ | ------------ | ------------- | -------------------------------------- |
| Mandy François-Elie              | T37       | 100 m   | 13 s 69       | 1re    | -            | -            | 13 s 45       | Médaille d'argent, Jeux paralympiques  |
| Nantenin Keïta                   | T13       | 100 m   | 12 s 35       | 2e     | -            | -            | 12 s 36       | 5e                                     |
| Angelina Lanza                   | T45/46/47 | 100 m   | DNS           | DNS    | Éliminée     | Éliminée     | Éliminée      | Éliminée                               |
| Marie-Amélie Le Fur              | T43/44    | 100 m   | 13 s 27       | 3e     | -            | -            | 13 s 40       | 6e                                     |
| Rose Welepa Guide : Jeffrey John | T12       | 100 m   | DNS           | DNS    | Éliminée     | Éliminée     | Éliminée      | Éliminée                               |
| Marie-Amélie Le Fur              | T43/44    | 200 m   | 26 s 97       | 3e     | -            | -            | 27 s 11       | Médaille de bronze, Jeux paralympiques |
| Angelina Lanza                   | T45/46/47 | 200 m   | 26 s 77       | 2e     | -            | -            | 26 s 60       | 5e                                     |
| Mandy François-Elie              | T37       | 400 m   | 1 min 03 s 94 | 1re    | -            | -            | 1 min 06 s 09 | 5e                                     |
| Nantenin Keïta                   | T13       | 400 m   | -             | -      | -            | -            | 55 s 78       | Médaille d'or, Jeux paralympiques      |
| Marie-Amélie Le Fur              | T43/44    | 400 m   | -             | -      | -            | -            | 59 s 27 (WR)  | Médaille d'or, Jeux paralympiques      |

#### Concours
| Athlète             | Catégorie | Épreuve          | Qualifications | Qualifications | Finale      | Finale                            |
| Athlète             | Catégorie | Épreuve          | Performance    | Rang           | Performance | Rang                              |
| ------------------- | --------- | ---------------- | -------------- | -------------- | ----------- | --------------------------------- |
| Angelina Lanza      | T45/46/47 | Saut en longueur | 5,24 m         | 4e             | 5,30 m      | 4e                                |
| Marie-Amélie Le Fur | T43/44    | Saut en longueur | -              | -              | 5,83 m (WR) | Médaille d'or, Jeux paralympiques |
| Gloria Agblemagnon  | F20       | Poids            | 10,85 m        | 10e            | Éliminée    | Éliminée                          |
| Rose Welepa         | F11/12    | Poids            | -              | -              | 11,01 m     | 8e                                |

## Aviron

### Equipes mixtes
| Athlètes                                                                          | Catégorie | Épreuve        | Séries        | Séries | Repêchage     | Repêchage | Demi-finales | Demi-finales | Finale        | Finale                                 |
| Athlètes                                                                          | Catégorie | Épreuve        | Temps         | Rang   | Temps         | Rang      | Temps        | Rang         | Temps         | Rang                                   |
| --------------------------------------------------------------------------------- | --------- | -------------- | ------------- | ------ | ------------- | --------- | ------------ | ------------ | ------------- | -------------------------------------- |
| Perle Bouge Stéphane Tardieu                                                      | TA        | Deux de couple | 3 min 59 s 32 | 1er    | exempts       | exempts   | -            | -            | 4 min 01 s 48 | Médaille de bronze, Jeux paralympiques |
| Anne-Laure Frappart Antoine Jesel Robin Le Barreau Guylaine Marchand Rémy Taranto | LTA       | Mixte 4+       | 3 min 32 s 04 | 4e     | 3 min 36 s 65 | 3e        | -            | -            | 3 min 31 s 64 | FB 2e                                  |

## Basket-ball en fauteuil roulant
Seule l'équipe féminine représente la France grâce à sa quatrième place au championnat d'Europe de basket-ball en fauteuil roulant féminin 2015. L'équipe masculine n'a pas été qualifiée avec sa cinquième place au championnat d'Europe de 2015.
Sélection équipe féminine,,,,
| #                 | Nom                          | Club                                  | Âge             | Joués           | Points          | Rebonds         | Passes décisives |
| Staff technique   | Staff technique              | Staff technique                       | Staff technique | Staff technique | Staff technique | Staff technique | Staff technique  |
| ----------------- | ---------------------------- | ------------------------------------- | --------------- | --------------- | --------------- | --------------- | ---------------- |
|                   | Pascal Montet (entraineur)   |                                       |                 |                 |                 |                 |                  |
|                   | Anne Filice (assistante)     |                                       |                 |                 |                 |                 |                  |
|                   | Florence Havage (physio)     |                                       |                 |                 |                 |                 |                  |
| Classe 1,0 point  |                              |                                       |                 |                 |                 |                 |                  |
| 4                 | Sandrella Awad               | Handi Sud Basket Marseille            | 33              | 6               | 4               | 11              | 3                |
| 6                 | Perrine Coste                | Club Handisport Forézien              | 32              | 6               | 0               | 2               | 0                |
| 7                 | Agnieszka Glemp-Etavard      | Club trégorrois handisport de Lannion | 38              | 6               | 28              | 17              | 21               |
| Classe 2,0 points |                              |                                       |                 |                 |                 |                 |                  |
| 8                 | Juliette Watine              | Lille Université Club                 | 28              | 6               | 8               | 7               | 5                |
| Classe 2,5 points |                              |                                       |                 |                 |                 |                 |                  |
| 5                 | Oumy Fall                    | Lyon Métropole Handibasket Club       | 33              | 6               | 4               | 6               | 4                |
| 11                | Émilie Ménard                | A.S.M.T.H.                            | 34              | 6               | 34              | 22              | 5                |
| Classe 4,0 points |                              |                                       |                 |                 |                 |                 |                  |
| 13                | Grace Wembolua               | Handi-Basket Le Cannet                | 25              | 6               | 9               | 12              | 11               |
| Classe 4,5 points |                              |                                       |                 |                 |                 |                 |                  |
| 9                 | Fabienne Saint-Omer-Delepine | Lille Université Club                 | 44              | 6               | 49              | 43              | 9                |
| 10                | Kathy Laurent                | Club Handisport Forézien              | 40              | 6               | 26              | 10              | 8                |
| 12                | Solenn Thieurmel             | Avenir Basket Berck Rang-du-Fliers    | 24              | 6               | 4               | 3               | 0                |
| 14                | Marianne Buso                | JDA Dijon Basket Fauteuil             | 24              | 6               | 54              | 21              | 15               |
| 15                | Angélique Pichon             | Club trégorrois handisport de Lannion | 37              | 6               | 25              | 17              | 7                |

Les résultats de la France sont :
Tour préliminaire
| Groupe B |            |     |   |   |     |     |      |     |
|          | Équipe     | Pts | G | P | Pm  | Pe  | Diff | Dép |
| 1        | États-Unis | 8   | 4 | 0 | 288 | 138 | +150 |     |
| 2        | Pays-Bas   | 7   | 3 | 1 | 300 | 148 | +152 |     |
| 3        | Chine      | 6   | 2 | 2 | 212 | 187 | +25  |     |
| 4        | France     | 5   | 1 | 3 | 178 | 266 | -88  |     |
| 5        | Algérie    | 4   | 0 | 4 | 93  | 322 | -239 |     |

| 8 septembre  | France  | 37 | 93 | États-Unis |
| 9 septembre  | Chine   | 59 | 39 | France     |
| 10 septembre | France  | 30 | 81 | Pays-Bas   |
| 11 septembre | Algérie | 33 | 72 | France     |

Quart de finale
| 13 septembre 2016 15h15 | (en) Statistiques | Allemagne                                       | 76–28                    | France                                              |  | Rio Olympic Arena Rio de Janeiro Affluence : 4 127 |
| 13 septembre 2016 15h15 | (en) Statistiques | Score par quart-temps : 14-5, 20-11, 16-3, 26-9 |                          |                                                     |  | Rio Olympic Arena Rio de Janeiro Affluence : 4 127 |
| 13 septembre 2016 15h15 | (en) Statistiques | Score par mi-temps : 34-16, 42-12               |                          |                                                     |  | Rio Olympic Arena Rio de Janeiro Affluence : 4 127 |
| 13 septembre 2016 15h15 | (en) Statistiques | Miller, 22 Schünemann, 14 Schünemann, 14        | Points Rebonds Passes d. | Etavard-Glemp, 8 Ménard, 7 Etavard-Glemp, Pichon, 2 |  | Rio Olympic Arena Rio de Janeiro Affluence : 4 127 |

7e place
| 16 septembre 2016 9h30 | (en) Statistiques | France                                           | 39–57                    | Brésil                             |  | Rio Olympic Arena Rio de Janeiro Affluence : 5 880 |
| 16 septembre 2016 9h30 | (en) Statistiques | Score par quart-temps : 12-8, 4-16, 12-12, 11-21 |                          |                                    |  | Rio Olympic Arena Rio de Janeiro Affluence : 5 880 |
| 16 septembre 2016 9h30 | (en) Statistiques | Score par mi-temps : 16-24, 23-33                |                          |                                    |  | Rio Olympic Arena Rio de Janeiro Affluence : 5 880 |
| 16 septembre 2016 9h30 | (en) Statistiques | Saint-Omer, 10 Saint-Omer, 11 Buso, 7            | Points Rebonds Passes d. | Almeida, 17 Martins, 10 Santana, 8 |  | Rio Olympic Arena Rio de Janeiro Affluence : 5 880 |

## Cyclisme

### Cyclisme sur route

#### Femmes
| Athlète        | Catégorie | Compétition      | Temps           | Rang |
| -------------- | --------- | ---------------- | --------------- | ---- |
| Katell Alençon | C4        | Course en ligne  | 2 h 29 min 04 s | 14e  |
| Katell Alençon | C4        | Contre-la-montre | 34 min 15 s 88  | 9e   |

#### Hommes
| Athlète          | Catégorie | Compétition      | Temps           | Rang                                   |
| ---------------- | --------- | ---------------- | --------------- | -------------------------------------- |
| Quentin Aubague  | T1-2      | Course en ligne  | 1 h 06 min 26 s | 10e                                    |
| Quentin Aubague  | T1-2      | Contre-la-montre | 25 min 13 s 28  | 4e                                     |
| Mathieu Bosredon | H4        | Course en ligne  | 1 h 28 min 54 s | 5e                                     |
| Mathieu Bosredon | H4        | Contre-la-montre | 29 min 53 s 76  | 7e                                     |
| David Franek     | H3        | Course en ligne  | 1 h 33 min 17 s | 5e                                     |
| David Franek     | H3        | Contre-la-montre | 31 min 11 s 16  | 8e                                     |
| Joël Jeannot     | H4        | Course en ligne  | 1 h 28 min 54 s | Médaille de bronze, Jeux paralympiques |
| Joël Jeannot     | H4        | Contre-la-montre | 29 min 40 s 19  | 6e                                     |

## Dynamophilie

### Femmes
| Athlète          | Compétition    | Tentatives | Tentatives | Tentatives | Tentatives | Meilleur | Rang                                  |
| Athlète          | Compétition    | 1er        | 2e         | 3e         | 4e         | Meilleur | Rang                                  |
| ---------------- | -------------- | ---------- | ---------- | ---------- | ---------- | -------- | ------------------------------------- |
| Souhad Ghazouani | Moins de 73 kg | 140        | 135        | 140        | -          | 140      | Médaille d'argent, Jeux paralympiques |

### Hommes
| Athlète       | Compétition    | Tentatives | Tentatives | Tentatives | Tentatives | Meilleur | Rang |
| Athlète       | Compétition    | 1er        | 2e         | 3e         | 4e         | Meilleur | Rang |
| ------------- | -------------- | ---------- | ---------- | ---------- | ---------- | -------- | ---- |
| Patrick Ardon | Moins de 49 kg | 149        | 151        | 151        | -          | -        | -    |

## Équitation

### Femmes
| Athlète       | Cheval         | Compétition | Test championnat individuel | Test championnat individuel | Test libre individuel | Test libre individuel | Test équipe | Test équipe |
| Athlète       | Cheval         | Compétition | Score                       | Rang                        | Score                 | Rang                  | Score       | Rang        |
| ------------- | -------------- | ----------- | --------------------------- | --------------------------- | --------------------- | --------------------- | ----------- | ----------- |
| Céline Gerny  | Flint          | Individuel  | 67.552                      | 8e                          | 68.800                | 6e                    | 68.440      | 6e          |
| Louise Studer | Esmeralda Tanz | Individuel  | 68.244                      | 11e                         | -                     | -                     | 67.763      | 9e          |

### Hommes
| Athlète          | Cheval      | Compétition | Test championnat individuel | Test championnat individuel | Test libre individuel | Test libre individuel | Test équipe | Test équipe |
| Athlète          | Cheval      | Compétition | Score                       | Rang                        | Score                 | Rang                  | Score       | Rang        |
| ---------------- | ----------- | ----------- | --------------------------- | --------------------------- | --------------------- | --------------------- | ----------- | ----------- |
| José Letatre     | Swing Royal | Individuel  | 69.659                      | 6e                          | 70.400                | 6e                    | 68.053      | 7e          |
| Thibault Stoclin | Uniek       | Individuel  | 68.913                      | 11e                         | -                     | -                     | 69.522      | 12e         |

### Equipe mixte
| Athlètes                                                 | Chevaux        | Compétition | Championnat par équipe | Championnat par équipe |
| Athlètes                                                 | Chevaux        | Compétition | Score                  | Rang                   |
| -------------------------------------------------------- | -------------- | ----------- | ---------------------- | ---------------------- |
| Céline Gerny José Letatre Thibault Stoclin Louise Studer | Voir ci-dessus | Equipes     | 412.154                | 10e                    |

## Escrime en fauteuil

### Femmes
| Athlète          | Compétition        | Poules                        | Poules                    | Poules                   | Poules                     | Poules                    | Quarts de finale        | Demi-finales     | Finale 3e place  | Cl       |
| Athlète          | Compétition        | Match 1                       | Match 2                   | Match 3                  | Match 4                    | Match 5                   | Quarts de finale        | Demi-finales     | Finale 3e place  | Cl       |
| Athlète          | Compétition        | Adversaire Score              | Adversaire Score          | Adversaire Score         | Adversaire Score           | Adversaire Score          | Adversaire Score        | Adversaire Score | Adversaire Score | Cl       |
| ---------------- | ------------------ | ----------------------------- | ------------------------- | ------------------------ | -------------------------- | ------------------------- | ----------------------- | ---------------- | ---------------- | -------- |
| Delphine Bernard | Fleuret individuel | bat Ng 5 - 4                  | bat Hajmasi 5 - 3         | battue par Mogos 3 - 5   | battue par Rong 0 - 5      | bat Halikina 5 - 1        | battue par Zhang 7 - 15 | Éliminée         | Éliminée         | Éliminée |
| Cécile Demaude   | Épée individuelle  | battue par Briese-Bätke 4 - 5 | battue par Loufaki 3 - 5  | battue par Yao 4 - 5     | égalité avec Pozniak 1 - 1 | battue par Makowska 2 - 5 | Éliminée                | Éliminée         | Éliminée         | Éliminée |
| Cécile Demaude   | Fleuret individuel | battue par Zhou 3 - 5         | battue par Makowska 3 - 5 | battue par Pozniak 2 - 5 | battue par Chan 0 - 5      | battue par Dani 1 - 5     | Éliminée                | Éliminée         | Éliminée         | Éliminée |

### Hommes
| Athlète                                       | Compétition        | Poules                 | Poules                            | Poules                        | Poules                 | Poules                  | Quarts de finale                | Demi-finales               | Finale 3e place                 | Cl                                     |
| Athlète                                       | Compétition        | Match 1                | Match 2                           | Match 3                       | Match 4                | Match 5                 | Quarts de finale                | Demi-finales               | Finale 3e place                 | Cl                                     |
| Athlète                                       | Compétition        | Adversaire Score       | Adversaire Score                  | Adversaire Score              | Adversaire Score       | Adversaire Score        | Adversaire Score                | Adversaire Score           | Adversaire Score                | Cl                                     |
| --------------------------------------------- | ------------------ | ---------------------- | --------------------------------- | ----------------------------- | ---------------------- | ----------------------- | ------------------------------- | -------------------------- | ------------------------------- | -------------------------------------- |
| Robert Citerne                                | Épée individuelle  | bat Mato 5 - 4         | battu par Gilliver 0 - 5          | bat Pender 5 - 2              | bat Colaco 5 - 4       | battu par Tian 3 - 5    | battu par Al-Madhkhoori 12 - 15 | Éliminé                    | Éliminé                         | Éliminé                                |
| Marc-André Cratère                            | Épée individuelle  | bat Guissone 5 - 1     | bat Ali 5 - 3                     | bat Massarutt 5 - 2           | bat Rzasa 3 - 2        | -                       | battu par Ali 7 - 15            | Éliminé                    | Éliminé                         | Éliminé                                |
| Marc-André Cratère                            | Sabre individuel   | bat Pluta 5 - 4        | battu par Sarri 0 - 5             | battu par Datsko 0 - 5        | bat Brinson 5 - 1      | -                       | battu par Datsko 9 - 15         | Éliminé                    | Éliminé                         | Éliminé                                |
| Yannick Ifébé                                 | Épée individuelle  | battu par Tam 3 - 5    | battu par Pranevitch 1 - 5        | battu par Naumenko 4 - 5      | battu par Coutya 4 - 5 | -                       | bat Rzasa 15 - 12               | battu par Ali 10 - 15      | battu par Naumenko 5 - 15       | 4e                                     |
| Ludovic Lemoine                               | Sabre individuel   | battu par Chan 2 - 5   | bat Pylarinos-Markantonatos 5 - 1 | bar Cheong 5 - 2              | battu par Tian 2 - 5   | bat Demchuk 5 - 1       | battu par Osváth 10 - 15        | Éliminé                    | Éliminé                         | Éliminé                                |
| Romain Noble                                  | Épée individuelle  | battu par Sun 0 - 5    | bat Damasceno 5 - 1               | battu par Al-Madhkhoori 1 - 5 | bat Hebert 5 - 1       | bat Betti 5 - 3         | battu par Tian 6 - 15           | Éliminé                    | Éliminé                         | Éliminé                                |
| Romain Noble                                  | Sabre individuel   | bat Tsedryk 5 - 4      | battu par Osváth 3 - 5            | bat Chen 5 - 3                | bat Pellenigri 5 - 3   | battu par Ntounis 2 - 5 | battu par Demchuk 3 - 15        | Éliminé                    | Éliminé                         | Éliminé                                |
| Damien Tokatlian                              | Fleuret individuel | battu par Chan 4 - 5   | bat Kavalenia 5 - 1               | battu par Sun 1 - 5           | battu par Pender 3 - 5 | bat Lambertini 5 - 3    | battu par Ye 1 - 5              | Éliminé                    | Éliminé                         | Éliminé                                |
| Maxime Valet                                  | Fleuret individuel | bat Feng 5 - 3         | battu par Sarri 1 - 5             | battu par Datsko 4 - 5        | battu par Coutya 0 - 5 | -                       | bat Gaworski 15 - 6             | battu par Hu 7 - 15        | bat Cima 15 - 4                 | Médaille de bronze, Jeux paralympiques |
| Robert Citerne Yannick Ifébé Romain Noble     | Épée par équipe    | battent Brésil 45 - 20 | battent Grèce 45 - 22             | -                             | -                      | -                       | -                               | battent Pologne 45 - 28    | battent Chine 41 - 41, priorité | Médaille d'or, Jeux paralympiques      |
| Ludovic Lemoine Damien Tokatlian Maxime Valet | Fleuret par équipe | battent Brésil 45 - 16 | battus par Chine 40 - 45          | -                             | -                      | -                       | -                               | battus par Pologne 37 - 45 | battent Hong-Kong 45 - 43       | Médaille de bronze, Jeux paralympiques |

## Judo

### Femmes
| Athlète                    | Compétition    | Quart de finale      | Demi-finale              | Repêchage 1         | Repêchage 2         | Finale                 | Rang                              |
| Athlète                    | Compétition    | Adversaire Résultat  | Adversaire Résultat      | Adversaire Résultat | Adversaire Résultat | Adversaire Résultat    | Rang                              |
| -------------------------- | -------------- | -------------------- | ------------------------ | ------------------- | ------------------- | ---------------------- | --------------------------------- |
| Sandrine Martinet-Aurières | Moins de 52 kg | bat Lohatska 100 - 0 | bat Abdellaoui 100s1 - 0 | -                   | -                   | bat Brussig 12s3 - 0s2 | Médaille d'or, Jeux paralympiques |

### Hommes
| Athlète      | Compétition    | Quart de finale         | Demi-finale         | Repêchage 1                | Repêchage 2         | Finale              | Rang    |
| Athlète      | Compétition    | Adversaire Résultat     | Adversaire Résultat | Adversaire Résultat        | Adversaire Résultat | Adversaire Résultat | Rang    |
| ------------ | -------------- | ----------------------- | ------------------- | -------------------------- | ------------------- | ------------------- | ------- |
| Cyril Jonard | Moins de 81 kg | battu par Drane 0 - 2s2 | -                   | battu par Khalilov 0 - 100 | Éliminé             | Éliminé             | Éliminé |

## Natation

### Femmes
| Athlète        | Catégorie | Épreuve          | Séries        | Séries | Finale        | Finale                                 |
| Athlète        | Catégorie | Épreuve          | Temps         | Rang   | Temps         | Rang                                   |
| -------------- | --------- | ---------------- | ------------- | ------ | ------------- | -------------------------------------- |
| Anita Fatis    | S5        | 50 m nage libre  | 41 s 72       | 8e     | 42 s 66       | 8e                                     |
| Élodie Lorandi | S10       | 50 m nage libre  | 28 s 89       | 4e     | 28 s 34       | 5e                                     |
| Anaëlle Roulet | S10       | 50 m nage libre  | 30 s 45       | 15e    | Éliminée      | Éliminée                               |
| Anita Fatis    | S5        | 100 m nage libre | 1 min 34 s 13 | 9e     | Éliminée      | Éliminée                               |
| Élodie Lorandi | S10       | 100 m nage libre | 1 min 02 s 24 | 3e     | 1 min 01 s 13 | Médaille de bronze, Jeux paralympiques |
| Anaëlle Roulet | S10       | 100 m nage libre | 1 min 05 s 31 | 13e    | Éliminée      | Éliminée                               |
| Anita Fatis    | S5        | 200 m nage libre | 3 min 14 s 40 | 7e     | 3 min 18 s 23 | 8e                                     |
| Élodie Lorandi | S10       | 400 m nage libre | 4 min 45 s 13 | 4e     | 4 min 35 s 49 | Médaille de bronze, Jeux paralympiques |
| Anaëlle Roulet | S10       | 400 m nage libre | 4 min 51 s 03 | 8e     | 4 min 53 s 59 | 8e                                     |
| Anita Fatis    | S5        | 50 m dos         | 50 s 93       | 8e     | 49 s 23       | 7e                                     |
| Anaëlle Roulet | S10       | 100 m dos        | 1 min 12 s 20 | 6e     | 1 min 12 s 21 | 7e                                     |

### Hommes
| Athlète         | Catégorie | Épreuve          | Séries        | Séries | Finale        | Finale                                |
| Athlète         | Catégorie | Épreuve          | Temps         | Rang   | Temps         | Rang                                  |
| --------------- | --------- | ---------------- | ------------- | ------ | ------------- | ------------------------------------- |
| Théo Curin      | S5        | 50 m nage libre  | 36 s 77       | 9e     | Éliminé       | Éliminé                               |
| Charles Rozoy   | S8        | 50 m nage libre  | 27 s 44       | 6e     | 27 s 17       | 4e                                    |
| David Smétanine | S4        | 50 m nage libre  | -             | -      | 40 s 58       | Médaille d'argent, Jeux paralympiques |
| Théo Curin      | S5        | 100 m nage libre | 1 min 19 s 04 | 5e     | 1 min 18 s 68 | 6e                                    |
| David Smétanine | S4        | 100 m nage libre | 1 min 28 s 10 | 3e     | 1 min 26 s 88 | 4e                                    |
| Théo Curin      | S5        | 200 m nage libre | 2 min 47 s 47 | 4e     | 2 min 44 s 79 | 4e                                    |
| David Smétanine | S4        | 200 m nage libre | 3 min 05 s 38 | 4e     | 3 min 06 s 39 | 5e                                    |
| Théo Curin      | S5        | 50 m papillon    | 44 s 13       | 12e    | Éliminé       | Éliminé                               |
| Charles Rozoy   | S8        | 100 m papillon   | 1 min 01 s 95 | 3e     | 1 min 01 s 40 | 4e                                    |
| Charles Rozoy   | S8        | 100 m brasse     | -             | -      | 1 min 15 s 13 | 5e                                    |
| Charles Rozoy   | S8        | 200 m 4 nages    | 2 min 33 s 35 | 8e     | 2 min 33 s 82 | 8e                                    |

## Paracanoë

### Femmes
| Athlète       | Compétition | Séries         | Séries | Demi-finales   | Demi-finales | Finale         | Finale                                 |
| Athlète       | Compétition | Temps          | Rang   | Temps          | Rang         | Temps          | Rang                                   |
| ------------- | ----------- | -------------- | ------ | -------------- | ------------ | -------------- | -------------------------------------- |
| Agnès Lacheux | KL1         | 1 min 06 s 323 | 4e     | 1 min 04 s 598 | 3e           | 1 min 03 s 193 | 7e                                     |
| Cindy Moreau  | KL3         | 53 s 731       | 2e     | -              | -            | 52 s 103       | Médaille de bronze, Jeux paralympiques |

### Hommes
| Athlète          | Compétition | Séries   | Séries | Demi-finales | Demi-finales | Finale   | Finale |
| Athlète          | Compétition | Temps    | Rang   | Temps        | Rang         | Temps    | Rang   |
| ---------------- | ----------- | -------- | ------ | ------------ | ------------ | -------- | ------ |
| Rémy Boullé      | KL1         | 55 s 291 | 2e     | -            | -            | 52 s 084 | 5e     |
| Martin Farineaux | KL3         | 46 s 577 | 5e     | 43 s 572     | 2e           | 43 s 750 | 7e     |

## Paratriathlon
| Athlètes          | Compétition | Catégorie | Natation    | Transition 1 | Vélo        | Transition 2 | Course      | Temps           | Rang                                   |
| ----------------- | ----------- | --------- | ----------- | ------------ | ----------- | ------------ | ----------- | --------------- | -------------------------------------- |
| Gwladys Lemoussu  | Femmes      | PT4       | 12 min 24 s | 1 min 23 s   | 38 min 34 s | 52 s         | 21 min 18 s | 1 h 14 min 31 s | Médaille de bronze, Jeux paralympiques |
| Élise Marc        | Femmes      | PT2       | 13 min 32 s | 2 min 31 s   | 44 min 43 s | 1 min 26 s   | 26 min 15 s | 1 h 28 min 27 s | 5e                                     |
| Stéphane Bahier   | Hommes      | PT2       | 11 min 37 s | 1 min 58 s   | 35 min 14 s | 1 min 25 s   | 23 min 16 s | 1 h 13 min 30 s | 5e                                     |
| Yannick Bourseaux | Hommes      | PT4       | 12 min 59 s | 1 min 09 s   | 32 min 35 s | 43 s         | 17 min 28 s | 1 h 04 min 54 s | 5e                                     |
| Maxime Maurel     | Hommes      | PT4       | 10 min 18 s | 1 min 07 s   | 34 min 40 s | 51 s         | 19 min 52 s | 1 h 06 min 48 s | 8e                                     |

## Rugby en fauteuil roulant
Sélection
| #                 | Nom                                | Club            | Âge             | Joués           | Buts            |                 |                 |
| Staff technique   | Staff technique                    | Staff technique | Staff technique | Staff technique | Staff technique | Staff technique | Staff technique |
| ----------------- | ---------------------------------- | --------------- | --------------- | --------------- | --------------- | --------------- | --------------- |
|                   | Olivier Cusin (entraîneur)         |                 |                 |                 |                 |                 |                 |
|                   | Cédric Dubord (entraîneur adjoint) |                 |                 |                 |                 |                 |                 |
|                   | Michel Terrefond (team manager)    |                 |                 |                 |                 |                 |                 |
|                   | Adrien Corompt (mécanicien)        |                 |                 |                 |                 |                 |                 |
| Classe 0,5 point  |                                    |                 |                 |                 |                 |                 |                 |
| 4                 | Adrien Chalmin                     |                 |                 | 4               | 2               |                 |                 |
| 6                 | Corentin Le Guen                   |                 |                 | 4               | 0               |                 |                 |
| Classe 1,0 point  |                                    |                 |                 |                 |                 |                 |                 |
| 7                 | Pablo Neuman                       |                 |                 | 4               | 0               |                 |                 |
| 8                 | Christophe Corompt                 |                 |                 | 3               | 0               |                 |                 |
| Classe 1,5 point  |                                    |                 |                 |                 |                 |                 |                 |
| 3                 | Cédric Nankin                      |                 |                 | 4               | 8               |                 |                 |
| 10                | Alexandre Bento Anastacio          |                 |                 | 4               | 1               |                 |                 |
| Classe 2,0 points |                                    |                 |                 |                 |                 |                 |                 |
| 1                 | Sébastien Lhuissier                |                 |                 | 4               | 1               |                 |                 |
| 12                | Nicolas Rioux                      |                 |                 | 2               | 2               |                 |                 |
| Classe 2,5 points |                                    |                 |                 |                 |                 |                 |                 |
| 5                 | Rodolphe Jarlan                    |                 |                 | 4               | 9               |                 |                 |
| Classe 3,0 points |                                    |                 |                 |                 |                 |                 |                 |
| 11                | Jonathan Hivernat                  |                 |                 | 4               | 77              |                 |                 |
| 13                | Christophe Salegui                 |                 |                 | 4               | 35              |                 |                 |
| Classe 3,5 points |                                    |                 |                 |                 |                 |                 |                 |
| 9                 | Ryadh Sallem                       |                 |                 | 4               | 48              |                 |                 |

Phase de poules
| # | Équipe     | Pts | G | P | Pm  | Pe  | Diff | Dép | Moy   |
| - | ---------- | --- | - | - | --- | --- | ---- | --- | ----- |
| 1 | États-Unis | 6   | 3 | 0 | 165 | 142 | +23  |     | 55-47 |
| 2 | Japon      | 4   | 2 | 1 | 163 | 155 | +8   |     | 54-52 |
| 3 | Suède      | 2   | 1 | 2 | 145 | 151 | -6   |     | 48-50 |
| 4 | France     | 0   | 0 | 3 | 141 | 166 | -25  |     | 47-55 |

| 14 septembre | États-Unis | 51 | 42 | France |
| 15 septembre | Japon      | 57 | 52 | France |
| 16 septembre | France     | 47 | 55 | Suède  |

7e place
| 17 septembre 2016 10h30 | (en) Statistiques | Brésil                                             | 54–59  | ' France'  |  | Rio Olympic Arena Rio de Janeiro |
| 17 septembre 2016 10h30 | (en) Statistiques | Score par quart-temps : 15-17, 15-18, 11-12, 13-12 |        |            |  | Rio Olympic Arena Rio de Janeiro |
| 17 septembre 2016 10h30 | (en) Statistiques | Score par mi-temps : 30-35, 24-24                  |        |            |  | Rio Olympic Arena Rio de Janeiro |
| 17 septembre 2016 10h30 | (en) Statistiques | Braz, 20                                           | Points | Sallem, 21 |  | Rio Olympic Arena Rio de Janeiro |

## Tennis en fauteuil roulant

### Femmes

#### Simples dames
| Athlète (numéro de tête de série) | 1er tour                        | 2e tour                      | Quarts de finale    | Demi-finales        | Finale Match pour la 3e place |
| Athlète (numéro de tête de série) | Adversaire Résultat             | Adversaire Résultat          | Adversaire Résultat | Adversaire Résultat | Adversaire Résultat           |
| --------------------------------- | ------------------------------- | ---------------------------- | ------------------- | ------------------- | ----------------------------- |
| Charlotte Famin                   | bat Kaiser 2-6, 6-4, 6-1        | battue par Buis (5) 2-6, 5-7 | Éliminée            | Éliminée            | Éliminée                      |
| Emmanuelle Mörch (TRI)            | battue par Huang (TRI) 2-6, 0-6 | Éliminée                     | Éliminée            | Éliminée            | Éliminée                      |

#### Double dames
| Athlètes (numéro de tête de série) | 1er tour                                  | Quarts de finale     | Demi-finales         | Finale Match pour la 3e place |
| Athlètes (numéro de tête de série) | Adversaires Résultat                      | Adversaires Résultat | Adversaires Résultat | Adversaires Résultat          |
| ---------------------------------- | ----------------------------------------- | -------------------- | -------------------- | ----------------------------- |
| Charlotte Famin / Emmanuelle Mörch | battues par Baron / Kaiser 7-62, 5-7, 4-6 | Éliminées            | Éliminées            | Éliminées                     |

### Hommes

#### Simples messieurs
| Athlète (numéro de tête de série) | 1er tour                     | 2e tour                     | 3e tour                              | Quarts de finale       | Demi-finales                | Finale Match pour la 3e place | Finale Match pour la 3e place |
| Athlète (numéro de tête de série) | Adversaire Résultat          | Adversaire Résultat         | Adversaire Résultat                  | Adversaire Résultat    | Adversaire Résultat         | Adversaire Résultat           | Classement                    |
| --------------------------------- | ---------------------------- | --------------------------- | ------------------------------------ | ---------------------- | --------------------------- | ----------------------------- | ----------------------------- |
| Frédéric Cattaneo (14)            | bat Oquendo (TRI) 6-0, 6-2   | bat Im (TRI) 5-7, 6-2, 7-64 | battu par Reid (3) 0-6, 2-6          | Éliminé                | Éliminé                     | Éliminé                       | Éliminé                       |
| Stéphane Houdet (1)               | exempt                       | bat Phillipson 6-1, 6-2     | bat Caverzaschi (15) 6-0, 6-1        | bat Miki (10) 6-4, 6-2 | battu par Reid (3) 5-7, 2-6 | battu par Gérard (2) 4-6, 2-6 | 4e                            |
| Michaël Jeremiasz (16)            | bat Diamantis (TRI) 6-0, 6-3 | bat Nemeth (TRI) 6-1, 6-2   | battu par Gérard (2) 0-6, 0-6        | Éliminé                | Éliminé                     | Éliminé                       | Éliminé                       |
| Nicolas Peifer (4)                | exempt                       | bat Rydberg (TRI) 6-2, 6-2  | battu par Hewett (13) 64-7, 6-4, 3-6 | Éliminé                | Éliminé                     | Éliminé                       | Éliminé                       |

#### Double messieurs
| Athlètes (numéro de tête de série)        | 1er tour             | 2e tour                                 | Quarts de finale                              | Demi-finales                       | Finale Match pour la 3e place           | Finale Match pour la 3e place     |
| Athlètes (numéro de tête de série)        | Adversaires Résultat | Adversaires Résultat                    | Adversaires Résultat                          | Adversaires Résultat               | Adversaires Résultat                    | Classement                        |
| ----------------------------------------- | -------------------- | --------------------------------------- | --------------------------------------------- | ---------------------------------- | --------------------------------------- | --------------------------------- |
| Frédéric Cattaneo / Michaël Jeremiasz (3) | exempts              | battent Olsson / Wallin 6-3, 6-1        | battus par Kunieda / Saida (6) 6-1, 3-6, 65-7 | Éliminés                           | Éliminés                                | Éliminés                          |
| Stéphane Houdet / Nicolas Peifer (1)      | exempts              | battent McCarroll / Phillipson 6-0, 6-2 | battent Fernández / Ledesma (7) 6-1, 6-2      | battent Miki / Sanada (4) 6-2, 7-5 | battent Hewett / Reid (2) 6-2, 4-6, 6-1 | Médaille d'or, Jeux paralympiques |

## Tennis de table

### Femmes
| Athlètes (numéro de tête de série) | Compétition             | Phase de groupes   | Phase de groupes    | Phase de groupes | Phase de groupes | 1/8e de finale                            | Quarts de finale                                            | Demi-finales     | Finale Match pour la 3eplace | Finale Match pour la 3eplace          |
| Athlètes (numéro de tête de série) | Compétition             | Adversaire Score   | Adversaire Score    | Adversaire Score | Rang             | Adversaire Score                          | Adversaire Score                                            | Adversaire Score | Adversaire Score             | Rang                                  |
| ---------------------------------- | ----------------------- | ------------------ | ------------------- | ---------------- | ---------------- | ----------------------------------------- | ----------------------------------------------------------- | ---------------- | ---------------------------- | ------------------------------------- |
| Isabelle Lafaye Marziou            | Classe 1-2              | bat Buclaw 3-0     | -                   | -                | 1re Gr. C        | -                                         | battue par Bootwansirina 1-3                                | Éliminée         | Éliminée                     | Éliminée                              |
| Anne Barnéoud                      | Classe 7                | battue par Kim 1-3 | battue par Chan 0-3 | bat Wang 3-0     | 3e Gr. B         | -                                         | -                                                           | Éliminée         | Éliminée                     | Éliminée                              |
| Thu Kamkasomphou                   | Classe 8                | battue par Pan 1-3 | bat Wolf 3-0        | bat Arloy 3-0    | 1re Gr. A        | -                                         | -                                                           | bat Medina 3-0   | battue par Mao 0-3           | Médaille d'argent, Jeux paralympiques |
| Thu Kamkasomphou Anne Barnéoud     | Par équipes Classe 6-10 | -                  | -                   | -                | -                | battent Corée du Sud (Lee, Kim) 3-2 ; 3-0 | battues par Pologne (Marszal, Partyka, Pek) 0-3 ; 3-0 ; 0-3 | Éliminées        | Éliminées                    | Éliminées                             |

### Hommes
| Athlètes (numéro de tête de série)                         | Compétition             | Phase de groupes           | Phase de groupes     | Phase de groupes | 1/8e de finale                                | Quarts de finale                               | Demi-finales                                            | Finale Match pour la 3eplace                                    | Finale Match pour la 3eplace           |
| Athlètes (numéro de tête de série)                         | Compétition             | Adversaire Score           | Adversaire Score     | Rang             | Adversaire Score                              | Adversaire Score                               | Adversaire Score                                        | Adversaire Score                                                | Rang                                   |
| ---------------------------------------------------------- | ----------------------- | -------------------------- | -------------------- | ---------------- | --------------------------------------------- | ---------------------------------------------- | ------------------------------------------------------- | --------------------------------------------------------------- | -------------------------------------- |
| Jean-François Ducay                                        | Classe 1                | bat Eberhardt 3-0          | battu par Nam 0-3    | 2e Gr. B         | -                                             | battu par Davies 0-3                           | Éliminé                                                 | Éliminé                                                         | Éliminé                                |
| Fabien Lamirault                                           | Classe 2                | bat Perlic 3-1             | bat Ludrovsky 3-0    | 1er Gr. A        | exempt                                        | bat Gao 3-1                                    | bat Suchanek 3-1                                        | bat Czuper 3-1                                                  | Médaille d'or, Jeux paralympiques      |
| Stéphane Molliens                                          | Classe 2                | bat Revucky 3-0            | bat Cha 3-1          | 1er Gr. D        | exempt                                        | bat Yezyk 3-2                                  | battu par Czuper 1-3                                    | battu par Suchanek 1-3                                          | 4e                                     |
| Florian Merrien                                            | Classe 3                | bat Rodriguez Martinez 3-1 | bat Nalepka 3-0      | 1er Gr. D        | bat Petruniv 3-2                              | bat Zhao 3-0                                   | battu par Schmidberger 2-3                              | bat Brüchle 3-2                                                 | Médaille de bronze, Jeux paralympiques |
| Maxime Thomas                                              | Classe 4                | bat Nick 3-0               | bat Kim 3-1          | 1er Gr. D        | exempt                                        | bat Zhang 3-1                                  | battu par Ozturk 2-3                                    | bat Turan 3-0                                                   | Médaille de bronze, Jeux paralympiques |
| Nicolas Savant-Aira                                        | Classe 5                | battu par Urhaug 0-3       | battu par Fetir 1-3  | 3e Gr. E         | Éliminé                                       | Éliminé                                        | Éliminé                                                 | Éliminé                                                         | Éliminé                                |
| Kévin Dourbecker                                           | Classe 7                | battu par Yan 0-3          | bat Jambor 3-2       | 2e Gr. E         | battu par Youssef 0-3                         | Éliminé                                        | Éliminé                                                 | Éliminé                                                         | Éliminé                                |
| Stéphane Messi                                             | Classe 7                | battu par Nikolenko 2-3    | bat Wollmert 3-0     | 2e Gr. B         | exempt                                        | battu par Morales Garcia 1-3                   | Éliminé                                                 | Éliminé                                                         | Éliminé                                |
| Thomas Bouvais                                             | Classe 8                | bat McKibbin 3-1           | battu par Ledoux 1-3 | 2e Gr. C         | battu par Karlsson 1-3                        | Éliminé                                        | Éliminé                                                 | Éliminé                                                         | Éliminé                                |
| Cédric Cabestany                                           | Classe 9                | bat Miettinen 3-0          | battu par Last 0-3   | 2e Gr. E         | battu par Leibovitz 2-3                       | Éliminé                                        | Éliminé                                                 | Éliminé                                                         | Éliminé                                |
| Matéo Bohéas                                               | Classe 10               | bat Bakar 3-1              | battu par Ge 0-3     | 2e Gr. C         | bat Jacobs 3-2                                | battu par Chojnowsky 1-3                       | Éliminé                                                 | Éliminé                                                         | Éliminé                                |
| Lucas Créange                                              | Classe 11               | battu par Von Einem 1-3    | -                    | 2e Gr. D         | -                                             | battu par Van Acker 1-3                        | Éliminé                                                 | Éliminé                                                         | Éliminé                                |
| Pascal Pereira-Leal                                        | Classe 11               | battu par Palos 1-3        | bat Martinez 3-0     | 2e Gr. C         | -                                             | battu par Kim 1-3                              | Éliminé                                                 | Éliminé                                                         | Éliminé                                |
| Jean-François Ducay Fabien Lamirault Stéphane Molliens (1) | Par équipes Classe 1-2  | -                          | -                    | -                | -                                             | exempts                                        | battent Brésil (4) (Conceiçao, Lima, Marciao) 3-0 ; 3-0 | battent Corée du Sud (3) (Joo, Cha, Kim) 3-0 ; 2-3 ; 3-1        | Médaille d'or, Jeux paralympiques      |
| Maxime Thomas Florian Merrien Nicolas Savant-Aira (3)      | Par équipes Classe 4-5  | -                          | -                    | -                | exempts                                       | battus par Taïwan (11) (Cheng, Lin) 1-3 ; 2-3  | Éliminés                                                | Éliminés                                                        | Éliminés                               |
| Kévin Dourbecker Thomas Bouvais Stéphane Messi             | Par équipes Classe 6-8  | -                          | -                    | -                | battus par Hongrie (Csonka, Zborai) 2-3 ; 2-3 | Éliminés                                       | Éliminés                                                | Éliminés                                                        | Éliminés                               |
| Matéo Bohéas Cédric Cabestany                              | Par équipes Classe 9-10 | -                          | -                    | -                | exempts                                       | battent Brésil (Carbinatti, Moreira) 3-0 ; 3-1 | battus par Chine (Ge, Lian, Ma) 0-3 ; 2-3               | battus par Pologne (Chojnowski, Grudzien, Skrzynecki) 0-3 ; 1-3 | 4e                                     |

## Tir

### Hommes
| Athlète                | Catégorie | Compétition                  | Qualification | Qualification | Finale  | Finale  |
| Athlète                | Catégorie | Compétition                  | Points        | Rang          | Points  | Rang    |
| ---------------------- | --------- | ---------------------------- | ------------- | ------------- | ------- | ------- |
| Cédric Fèvre-Chevalier | SH1       | Carabine à 10 m tir couché   | 627.8         | 26e           | Éliminé | Éliminé |
| Cédric Fèvre-Chevalier | SH1       | Carabine à 50 m tir couché   | 610.5         | 19e           | Éliminé | Éliminé |
| Tanguy de La Forest    | SH2       | Carabine à 10 m air comprimé | 630.0         | 8e            | 166.9   | 4e      |
| Tanguy de La Forest    | SH2       | Carabine à 10 m tir couché   | 635.6         | 2e            | 167.5   | 4e      |
| Didier Richard         | SH1       | Carabine à 10 m air comprimé | 618.2         | 6e            | 100.5   | 7e      |
| Didier Richard         | SH1       | Carabine à 50 m 3 positions  | 1150-43x      | 6e            | 424.7   | 4e      |
| Didier Richard         | SH1       | Carabine à 10 m tir couché   | 630.4         | 13e           | Éliminé | Éliminé |
| Didier Richard         | SH1       | Carabine à 50 m tir couché   | 611.7         | 15e           | Éliminé | Éliminé |
| Christophe Tanche      | SH1       | Carabine à 10 m tir couché   | 630.2         | 15e           | Éliminé | Éliminé |
| Christophe Tanche      | SH1       | Carabine à 50 m tir couché   | 605.0         | 32e           | Éliminé | Éliminé |

## Tir à l'arc
Éric Pareira a gagné une place aux Jeux de Rio grâce à sa performance aux championnats du monde de tir à l'arc handisport 2015. Il a permis de qualifier la France dans l'épreuve poulies libre. Brigitte Duboc s'est qualifiée grâce à sa performance dans l'épreuve classique libre. La France est représenté par deux femmes et trois hommes en tir à l'arc.

### Hommes
| Athlète       | Compétition                           | Catégorie | Tour préliminaire | Tour préliminaire | 1/16e de finale            | 1/8e de finale              | Quarts de finale | Demi-finales     | Match pour la médaille de bronze | Match pour la médaille de bronze | Finale           | Finale  |
| Athlète       | Compétition                           | Catégorie | Score             | Rang              | Adversaire Score           | Adversaire Score            | Adversaire Score | Adversaire Score | Adversaire Score                 | Rang                             | Adversaire Score | Rang    |
| ------------- | ------------------------------------- | --------- | ----------------- | ----------------- | -------------------------- | --------------------------- | ---------------- | ---------------- | -------------------------------- | -------------------------------- | ---------------- | ------- |
| Maxime Guérin | Arc classique - Individuel            | Libre     | 586               | 19e               | battu par Shi 1 - 7        | Éliminé                     | Éliminé          | Éliminé          | Éliminé                          | Éliminé                          | Éliminé          | Éliminé |
| Olivier Hatem | Individuel (Arc classique ou poulies) | W1        | 603               | 10e               | -                          | battu par Kakoosh 129 - 131 | Éliminé          | Éliminé          | Éliminé                          | Éliminé                          | Éliminé          | Éliminé |
| Éric Pareira  | Arc à poulies - Individuel            | Libre     | 640               | 27e               | battu par Pavlik 136 - 141 | Éliminé                     | Éliminé          | Éliminé          | Éliminé                          | Éliminé                          | Éliminé          | Éliminé |

### Femmes
| Athlète           | Compétition                           | Catégorie | Tour préliminaire | Tour préliminaire | 1/16e de finale     | 1/8e de finale                | Quarts de finale | Demi-finales     | Match pour la médaille de bronze | Match pour la médaille de bronze | Finale           | Finale   |
| Athlète           | Compétition                           | Catégorie | Score             | Rang              | Adversaire Score    | Adversaire Score              | Adversaire Score | Adversaire Score | Adversaire Score                 | Rang                             | Adversaire Score | Rang     |
| ----------------- | ------------------------------------- | --------- | ----------------- | ----------------- | ------------------- | ----------------------------- | ---------------- | ---------------- | -------------------------------- | -------------------------------- | ---------------- | -------- |
| Élisabeth Barléon | Individuel (Arc classique ou poulies) | W1        | 483               | 9e                | -                   | battue par Musilova 100 - 106 | Éliminée         | Éliminée         | Éliminée                         | Éliminée                         | Éliminée         | Éliminée |
| Brigitte Duboc    | Arc classique - Individuel            | Libre     | 524               | 26e               | bat Poimenidou 6- 4 | battue par Mijno 0- 6         | Éliminée         | Éliminée         | Éliminée                         | Éliminée                         | Éliminée         | Éliminée |

### Equipe mixte
| Athlète                           | Compétition                      | Catégorie | Tour préliminaire | Tour préliminaire | 1/8e de finale        | Quarts de finale                        | Demi-finales     | Match pour la médaille de bronze | Match pour la médaille de bronze | Finale           | Finale   |          |
| Athlète                           | Compétition                      | Catégorie | Score             | Rang              | Adversaire Score      | Adversaire Score                        | Adversaire Score | Adversaire Score                 | Rang                             | Adversaire Score | Rang     |          |
| --------------------------------- | -------------------------------- | --------- | ----------------- | ----------------- | --------------------- | --------------------------------------- | ---------------- | -------------------------------- | -------------------------------- | ---------------- | -------- | -------- |
| Brigitte Duboc / Maxime Guérin    | Arc classique - Mixte            | Libre     | 1110              | 16e               | battus par Iran 0 - 6 | Éliminés                                | Éliminés         | Éliminés                         | Éliminés                         | Éliminés         | Éliminés |          |
| Élisabeth Barléon / Olivier Hatem | Mixte (Arc classique ou poulies) | W1        | 1086              | 5e                | -                     | battus par République tchèque 104 - 119 | Éliminés         | Éliminés                         | Éliminés                         | Éliminés         | Éliminés | Éliminés |

## Voile

### Hommes
| Athlètes                                          | Compétition | Régate 1 | Régate 2 | Régate 3 | Régate 4 | Régate 5 | Régate 6 | Régate 7 | Régate 8 | Régate 9 | Régate 10 | Régate 11 | Total | Rang                              |
| Athlètes                                          | Compétition | Score    | Score    | Score    | Score    | Score    | Score    | Score    | Score    | Score    | Score     | Score     | Total | Rang                              |
| ------------------------------------------------- | ----------- | -------- | -------- | -------- | -------- | -------- | -------- | -------- | -------- | -------- | --------- | --------- | ----- | --------------------------------- |
| Damien Seguin                                     | 1 personne  | 5        | 4        | 2        | 2        | 6        | 5        | 2        | 3        | 2        | 1         | 4         | 30    | Médaille d'or, Jeux paralympiques |
| Éric Flageul Bruno Jourdren Nicolas Vimont-Vicary | 3 personnes | 6        | 12       | 10       | 12       | 11       | 12       | 3        | 9        | 6        | 13        | 8         | 89    | 10e                               |